# Samuel Pickles
Samuel Shrowder Pickles (* 15. April 1878 in Rochdale; † 11. Februar 1962 in Bradford-on-Avon) war ein britischer Chemiker.
Pickles war der Sohn eines Buchhalters (der Geburtsname seiner Mutter war Shrowder). Er studierte ab 1900 Chemie am Owens College (später Victoria University Manchester) mit dem Bachelor-Abschluss 1903, wobei er sich unter William Henry Perkin junior mit Terpenen befasste (Synthese von Dipentenen). 1903 bis 1905 war er Assistent von Perkin und Harold Dixon und 1906 erhielt er seinen Master-Abschluss.  Ab 1905 war er bei R. W. Dunstan am Imperial Institute in London (South Kensington) und befasste sich weiter mit Terpenen und ätherischen Ölen. 1908 wurde er in Manchester promoviert (D.Sc.). 
Er ist bekannt für den frühen Vorschlag (lange vor Hermann Staudinger 1920), dass Kautschuk aus Isopren-Einheiten in Form langer Ketten zusammengesetzt ist, mit kovalenter Bindung zwischen den Einheiten (also in der heute allgemein anerkannten Form von Polymeren). Er trug darüber auf dem Treffen in York der British Association 1906 (The present position of the chemistry of rubber) vor und veröffentlichte 1910. Genauer schlug er (fälschlicherweise) ringförmige Strukturen aus mindestens 8 Isopren-Einheiten vor, wobei Ketten verschiedener Länge vorkommen. Die vorherrschende damalige Ansicht war  die von Carl Harries (Kiel), dass Kautschuk aus ringartiger Anordnung von Isopren-Dimeren bestand, wobei diese Aggregate durch intermolekulare Kräfte zusammengehalten wurden. Nach seinem Wechsel in die Industrie befasste er sich nicht mehr mit der Frage der Kautschukstruktur. Die Frage der Stereochemie hatte Pickles nicht betrachtet. Staudinger kannte die Arbeiten von Pickles und zitierte sie zum Beispiel 1917.
1912 wurde er Chefchemiker bei der Kautschuk-Firma George Spencer, Moulton & Co., Ltd (heute Avon Rubber PLC) in Bradford-upon-Avon. Bei Spencer leitete er die Einführung von Neopren und Polysulfidkautschuk (Thiokol). 1950 ging er dort in den Ruhestand.
1939 erhielt er die Colwyn Medal der Institution of the Rubber Industry, für die er 1951 die sechste Foundation Lecture in Manchester hielt.